# Scorpio maurus
El escorpión de uñas grandes (Scorpio maurus), también conocido como escorpión dorado de Israel, es una especie de escorpión de la familia Scorpionidae propia del norte de África y Próximo Oriente.
Este es un escorpión de pequeño o mediano tamaño (unos 75 mm). Tiene muchas subespecies, de las cuales 19 fueron descritas por Fet et al.
Nativo de África occidental y del Oriente Medio, tiene una apariencia dorado-amarillenta.

## Hábitats y dieta
Vive en profundas madrigueras en los desiertos y a veces en claros de bosques. Su costumbre de cavar madrigueras tan profundas (hasta 1 metro de profundidad) significa que en cautiverio este escorpión es, a menudo más feliz con mayor humedad y arena. Crea así una comparativamente húmeda madriguera. Pero si no está en situaciones idóneas, puede ser difícil mantenerlo en cautividad. Esta especie también puede ser encontrada a menudo en áridos desiertos pero también en húmedos hábitats forestales. Se dice que es una especie muy diversa. 

### Temperatura
Suele vivir en cálidos lugares aunque puede soportar estar por debajo de los diez grados mientras hiberna. Por término medio una temperatura de 26/28 °C basta ampliamente para esta especie. En verano la temperatura puede subir hasta 35 °C pero necesitará una madriguera fresca con el fin de soportar lo mejor posible estos calores. En invierno, si es posible descender la temperatura hacia 16/18 °C.

### Comida
Las crías de este escorpión se alimentan de pequeños insectos , pero cuando se hacen adultos los ingieren de todo tipo. Los minigrillos son inevitables para él aunque debido a sus pequeñas pinzas las presas no suelen superar los 8 mm. Por otra parte, en cautiverio se le puede dar de comer los gusanos de harina (Tenebrio molitor), de pequeñas polillas.

### Terrario
Uno de pequeño tamaño bastará para él, pero debe ser alto y con una gran cantidad de arena fina y seca. También necesita pulverizaciones de agua cada cierto tiempo. Además hace falta una humedad de entre el 50 y el 60 %.

## Veneno
Su veneno no es letal para personas, a pesar de su dolorosa mordedura no será letal para humanos sanos, a pesar de poseer veneno, la mayoría de los ejemplares usan sus pinzas para defenderse.